# 下水流臼太鼓踊
下水流臼太鼓踊（しもずるうすだいこおどり）とは、宮崎県西都市穂北の下水流地区に伝わる踊りである。宮崎県・熊本県・沖縄県の各地で行なわれる臼太鼓踊りのひとつで、臼形の大きな太鼓を打ちながら踊る。毎年旧暦の8月1日に、五穀豊穣と水難・火難除けの祈願を込めて南方神社・一ツ瀬川原・火の神前に奉納されるほか、西都古墳まつりの際にも御陵墓前広場にて奉納される。
この踊りは、鉦方4人、歌い手4人、踊り手16人で構成され、4組に分かれて縦陣、円陣など隊形を変化させながら躍動的に踊りところに特徴がある。
起源は文禄・慶長の役の際の加藤清正の戦術にあるとされる。伝承によると、清正群は敵を油断させようと背中に3本の槍に飾りをつけたものを背負い、臼太鼓を胸に抱え、踊りながら敵陣に近づき、油断したところを臼太鼓の中に隠した小刀を取り出し、攻め込んだところ勝利を収めたことに由来するという。そのため、鉦方の着用する陣笠や陣羽織の背中には加藤家の家紋が入っている。
西都市内の小・中学校では、この踊りをアレンジしたものを運動会などの行事の際に踊る。全校生徒の人数が少ない学校は全学年が、多い学校は6年生が踊る。6年生は背中に約1.9mの神籬をつけて、胸から腹の辺りに臼太鼓を付けて踊る。
1971年11月11日に、下水流の臼太鼓踊という名称で『記録作成等の措置を講ずべき無形の民俗文化財』に選択された。